# Aadel Lampe
Aadel Lampe, född 10 maj 1857 i Stranda, död 1944 i Oslo, var en norsk kvinnorättskämpe, lärare och liberal politiker. Hon var ordförande för Norsk Kvinnesaksforening från 1922 till 1926; hon blev styrelseledamot 1895 och var vice ordförande under perioderna 1899–1903 och 1912–1922. Från 1922 till 1924 var hon suppleant på Stortinget för Frisinnede Venstre, vilket gjorde henne till en av de första kvinnorna som valdes till Stortinget.